# 塞拉利昂經濟
塞拉利昂，是世界經濟最不發達國家之一，2009年的國內生產總值約為19億美元。自2002年內戰結束以來，經濟正在逐漸恢復，國內生產總值增長率每年在4％至7％之間。2008年，國內生產總值（PPP）排名世界第147位（世界銀行）和第153位（CIA）。
塞拉利昂的經濟發展一直受到過度依賴礦產(主要是鑕石)開採的阻礙。連續的政府和人口總體上一直認為“鑽石和黃金”是外匯收益充足的發動機和投資誘因。
結果，大宗農產品，工業發展和可持續投資受到政府的忽視。因此，可以被描述為一種“剝削性”經濟。一個工資較為廉價的國家，並以提取不可持續或不可再生的資產為基礎。
塞拉利昂三分之二的人口直接參與農業。農業在2007年佔國內生產總值的58％。

## 經濟歷史
1970年代是塞拉利昂人均國內生產總值增長最快速的時代，證明是不可持續的，因此在20世紀80年代又下降了52％，在90年代又下降了10％。
2009年的平均工資為每小時0.32美元。

## 農業
塞拉利昂三分之二的人口直接參與農業。農業在2007年佔國內生產總值的58％。
農業是最大的雇主，80％的人口在該行業工作。稻米是塞拉利昂最重要的主食，雨季中有85％的農民種植水稻，每人每年消費76公斤水稻。

## 礦業
塞拉利昂礦產資源豐富，經濟基礎特別依賴採礦業，特別是鑽石開採。20世紀70年代和80年代初期，由於採礦業的衰退，經濟增長速度放緩。 匯率上的不利和政府預算赤字導致了相當大的國際收支赤字和通貨膨脹。
對外部因素的某些政策反應以及援助項目和維護的實施導致經濟活動普遍下降，經濟基礎嚴重惡化。 拉利昂的短期前景取決於繼續遵守國際貨幣基金組織方案和繼續接受外部援助。

## 電信
無線電是塞拉利昂最受歡迎和最受信賴的媒體來源，全國有72％的人每天都在聽收音機。塞拉利昂擁有一個由政府擁有的國家廣播電台和大約二十個私人廣播電台，還有一個由政府擁有的和一個私人電視台。
電話和電報服務是微不足道的，但改善中。互聯網使用率較低，2012年僅為1.3％人使用互聯網，隨著3G移動數據業務的增長和2011年中期國際光纜系統在弗里敦的到來，互聯網使用人數增加中。

## 旅遊業
據國際勞工組織統計，約有8,000名塞拉利昂人在旅遊業就業，預計今後將有更多的就業機會。主要入口點是弗里敦國際機場，往返交通一直存在問題。塞拉利昂旅遊的主要景點是海灘，自然保護區和山脈。

## 交通
由於廣泛的貧困，高石油價格和大部分人口居住在小社區，步行通常是塞拉利昂首選的交通工具。塞拉利昂有11,700公里（7,270英里）的公路，其中已鋪築了936公里（582英里）。
塞拉利昂有800公里（497英里）的水路，其中600公里（373英里）全年通航。塞拉利昂的主要港口包括：Bonthe，Freetown和Pepel。弗里敦的伊麗莎白二世碼頭代表該國唯一能夠停泊大型貨物或軍用船隻的深水港口設施。塞拉利昂有十個機場，其中一個位於弗里敦的洛吉國際機場 - 擁有超過3000米長的鋪設跑道。其餘所有機場均為未鋪砌跑道，其中七條有跑道，長度介乎914-1523米。該國有兩個直升機場。

## 貿易與投資
礦產出口仍然是塞拉利昂的主要外匯收入來源。塞拉利昂是寶石級鑽石的主要生產國。雖然這個資源很豐富，國家歷來都在努力管理其開采和出口，年產量估計在70億至2.5億美元之間;然而，只有其中一小部分通過正式出口渠道，其他則被走私用於資助該地區的反叛活動，洗錢，武器採購和其他非法活動的資助，導致一些人將塞拉利昂鑽石描述為“衝突資源”。
近來國家對出口貿易管理工作的努力取得了一定成效。2000年10月，出台了一項新的聯合國核准的塞拉利昂出口鑽石出口認證體系，導致合法出口大幅增加。 2001年，塞拉利昂政府成立了一個採礦社區發展基金，將一部分鑽石出口稅歸還給鑽石礦社區。該基金旨在提高當地社區在合法鑽石貿易中的得益。
塞拉利昂也擁有世界上最大的金紅石礦床之一，鈦礦用作油漆顏料和焊條塗料。 
自獨立以來，塞拉利昂政府一直鼓勵外國投資，雖然由於內部衝突，商業環境受到不確定性和外匯短缺的困擾。投資者受到1965年“世界銀行公約”進行仲裁的協議的保護。允許合法轉讓利息，股利和資本。

## 貨幣和中央銀行
貨幣是利昂。該國的中央銀行是位於首都弗里敦的塞拉利昂銀行。國家實施浮動匯率制度，可以在任何商業銀行，認可外匯局和大多數酒店進行外匯兌換， 信用卡使用在塞拉利昂有限，儘管它們可能在某些酒店和餐館使用。

## 國際貿易組織成員
塞拉利昂是西非國家經濟共同體（西非經共體）的成員。 與利比里亞和幾內亞組成了馬諾河聯盟（MRU）關稅同盟，主要用於實施發展項目，促進區域經濟一體化。迄今為止，MRU由於國內問題以及三國內部和跨境衝突而無動於衷。 MRU的未來取決於其成員處理這些內部和區域問題的後果的能力。
塞拉利昂也是世貿組織的成員。

## 外部連結
- 中的“塞拉利昂經濟”
- Sierra Leone latest trade data on ITC Trade Map
- CIA World Factbook （页面存档备份，存于）